# UCI Oceania Tour 2005
Navigation
Édition suivante
L'UCI Oceania Tour 2005 est la première édition de l'UCI Oceania Tour, l'un des cinq circuits continentaux de cyclisme de l'Union cycliste internationale. Il est composé de deux compétitions, organisées du 18 au 30 janvier 2005 en Océanie. 

## Calendrier

### Janvier
| Date  | Course             | Pays             | Classe | Vainqueur         | Équipe          |
| ----- | ------------------ | ---------------- | ------ | ----------------- | --------------- |
| 18-23 | Tour Down Under    | Australie        | 2.HC   | Luis León Sánchez | Liberty Seguros |
| 26-30 | Tour de Wellington | Nouvelle-Zélande | 2.2    | Matthew Lloyd     |                 |

## Classements finals

### Classement individuel
L'Australien Robert McLachlan, membre de l'équipe MG XPower-Bigpond, remporte le classement individuel. Ses 85 points ont été obtenus lors du championnat d'Australie sur route, dont il a pris la deuxième place, et lors du Tour Down Under, dont il a pris la dixième place finale et une quatrième place d'étape. Il devance l'Australien William Walker et le Néo-Zélandais Peter Latham.
| #   | Coureur            | Pays             | Pts |
| 1.  | Robert McLachlan   | Australie        | 85  |
| 2.  | William Walker     | Australie        | 70  |
| 3.  | Peter Latham       | Nouvelle-Zélande | 62  |
| 4.  | Matthew Lloyd      | Australie        | 61  |
| 5.  | Paride Grillo      | Italie           | 42  |
| 6.  | Paul Crake         | Australie        | 40  |
| 7.  | Fraser MacMaster   | Nouvelle-Zélande | 37  |
| 8.  | David McPartland   | Australie        | 34  |
| 9.  | Simon Gerrans      | Australie        | 29  |
| 10. | Christopher Sutton | Australie        | 25  |

### Classement par équipes
L'équipe australienne MG XPower-Bigpond, dont est membre Robert McLachlan, remporte le classement par équipes.
| #   | Équipe                                              | Pays       | Pts |
| 1.  | MG XPower-Bigpond                                   | Australie  | 105 |
| 2.  | Rabobank Continental                                | Pays-Bas   | 70  |
| 3.  | Ceramica Panaria-Navigare                           | Italie     | 61  |
| 4.  | AG2R Prévoyance                                     | France     | 50  |
| 5.  | Graz Corratec                                       | Autriche   | 40  |
| 6.  | Volksbank                                           | Autriche   | 37  |
| 7.  | Tenax-Nobili Rubinetterie                           | Irlande    | 34  |
| 8.  | Navigators Insurance                                | États-Unis | 28  |
| 9.  | Cofidis                                             | France     | 25  |
| 10. | Kodak Easyshare Gallery - Sierra Nevada Pro Cycling | États-Unis | 20  |

### Classement par nations
| #  | Pays             | Pts  |
| 1. | Australie        | 1381 |
| 2. | Nouvelle-Zélande | 407  |